# پرووکاتور
عامل تحریک‌کننده (فرانسوی: agent provocateur) فردی است که به‌طور فعال، شخص یا اشخاصی را به ارتکاب جرم ترغیب می‌کند؛ جرمی که در غیر این صورت احتمالاً رخ نمی‌داد، و سپس آن شخص را به مقامات گزارش می‌دهد. این عاملان ممکن است افراد یا گروه‌هایی را هدف قرار دهند.
در حوزه‌های قضایی که توطئه به‌خودیِ‌خود یک جرم جدی به‌شمار می‌رود، کافی است عامل تحریک‌کننده، قربانی را به بحث و برنامه‌ریزی دربارهٔ یک عمل غیرقانونی وادار کند؛ بدون آنکه لازم باشد این عمل غیرقانونی واقعاً انجام یا حتی برای آن آمادگی ایجاد شده باشد.
بخشی از وظیفهٔ نیروهای انتظاماتِ تجمع‌ها یا راهپیمایی‌های بزرگ و بحث‌برانگیز — که گاهی با عنوان نظم‌دهنده یا استوارد نیز شناخته می‌شوند — جلوگیری از نفوذ عاملان تحریک‌کننده در میان جمعیت است.

## تاریخچه و ریشه‌شناسی
هرچند این شیوه از دوران باستان در سراسر جهان رواج داشت، اما در دوران مدرن، عملیات مخفیانه در فرانسه و به دست اوژن فرانسوا ویدوک در اوایل سدهٔ نوزدهم میلادی به‌طور گسترده سازمان‌دهی شد. این عملیات شامل استفاده از تاکتیک‌های غیرقانونی علیه مخالفان نیز می‌شد. در ادامهٔ همان سده، نیروهای پلیس اهدافی همچون فعالان صنفی را نیز تحت نظر قرار دادند؛ فعالانی که به‌مرور از پلیس‌های لباس‌شخصی بیمناک شدند.
اصطلاح فرانسوی ایجنت پرووکاتور (عامل تحریک‌کننده) در همان قالب، وارد زبان‌های انگلیسی و آلمانی شد.

## کاربرد رایج
یک عامل تحریک‌کننده ممکن است افسر پلیس یا مأمور مخفی نیروی انتظامی باشد که مظنونان را به ارتکاب جرم در شرایطی ترغیب می‌کند که امکان جمع‌آوری مدرک فراهم شود؛ یا با پیشنهاد ارتکاب جرم به دیگری، امیدوار است که فرد پیشنهاد را بپذیرد و سپس به ارتکاب جرم محکوم شود.
سازمان‌های سیاسی یا حکومت‌ها نیز ممکن است از عاملان تحریک‌کننده علیه مخالفان سیاسی خود استفاده کنند. در این حالت، تحریک‌کنندگان تلاش می‌کنند تا مخالف را به انجام اعمال بی‌فایده یا مخرب وادارند؛ اعمالی که موجب بی‌اعتباری عمومی آنان شود یا بهانه‌ای برای سرکوب نهایی فراهم آورد.
از نظر تاریخی، جاسوسی در فعالیت‌های کارگری در ایالات متحده (انگلیسی) نمونه‌ای از کاربرد تاکتیک‌های عامل تحریک‌کننده است؛ جایی که کارفرمایان جاسوسانی را برای نفوذ، نظارت، اخلال یا تضعیف فعالیت‌های اتحادیه‌های کارگری استخدام می‌کردند.
فعالیت‌های عامل تحریک‌کننده پرسش‌های اخلاقی و حقوقی متعددی را برمی‌انگیزد. در نظام‌های حقوقی مبتنی بر حقوق عرفی، مفهوم دام‌گستری  ممکن است قابل اعمال باشد؛ به‌ویژه اگر انگیزهٔ اصلی ارتکاب جرم از سوی تحریک‌کننده القا شده باشد.

## بر پایهٔ منطقه

### کانادا
در ۲۰ اوت ۲۰۰۷، در جریان نشست‌های شراکت امنیت و شکوفایی آمریکای شمالی در مونتبلو (انگلیسی)، سه مأمور پلیس که در میان معترضان نفوذ کرده بودند، توسط دیو کولز، رئیس اتحادیهٔ ارتباطات، انرژی و کاغذ کانادا، شناسایی و به‌عنوان تحریک‌کننده معرفی شدند. این مأموران پلیس که خود را به‌جای معترضان جا زده بودند، ماسک به چهره داشتند و لباس مشکی پوشیده بودند؛ یکی از آن‌ها به‌طور برجسته‌ای سنگ بزرگی در دست داشت. برگزارکنندگان اعتراضات از آن‌ها خواستند محل را ترک کنند.
پس از افشا شدن این سه مأمور، سایر نیروهای پلیس ضد شورش آن‌ها را دستگیر و از محل خارج کردند. شواهد اولیه‌ای که این سه نفر را به‌عنوان «پلیس تحریک‌کننده» معرفی می‌کرد، مبتنی بر قرائن ظاهری بود — آن‌ها از نظر جثه درشت بودند، لباس‌های مشابه به تن داشتند و چکمه‌های پلیسی پوشیده بودند.
به گفتهٔ فعال باسابقه، هارشا والیا (انگلیسی)، در واقع سایر معترضان از جنبش بلک بلاک بودند که این نیروهای نفوذی را شناسایی و افشا کردند.
پس از پایان اعتراضات، پلیس ابتدا هرگونه دخالت را انکار کرد، اما سپس اعتراف نمود که سه مأمور خود را به‌عنوان معترض جا زده بود؛ هرچند ادعا کرد که این مأموران تلاشی برای تحریک جمعیت یا اعمال خشونت نداشته‌اند.
پلیس کبک در اطلاعیه‌ای به زبان فرانسوی اعلام کرد: «در هیچ زمانی پلیس مخفی به تحریک یا ارتکاب اعمال مجرمانه مبادرت نکرده است» و «در تمام زمان‌ها در چارچوب مأموریت حفظ نظم و امنیت عمل کرده است».
در جریان اجلاس گروه بیست (۲۰۱۰) در تورنتو (انگلیسی)، پلیس سواره سلطنتی کانادا پنج نفر را بازداشت کرد که دو نفر از آن‌ها عضو نیروی پلیس تورنتو بودند. نیروهای پلیس شهری و استانی، از جمله پلیس تورنتو، در مجموع ۹۰۰ نفر را دستگیر کردند که بزرگ‌ترین بازداشت جمعی در تاریخ کانادا به‌شمار می‌آید.
کمیسیون نظارتی پلیس سواره‌نظام سلطنتی کانادا هیچ مدرکی دال بر رفتار نامناسب مأموران مخفی یا ناظران رویداد نیافت.

### اروپا
در فوریهٔ ۱۸۱۷، پس از حمله به شاهزاده نایب‌السلطنه بریتانیا، دولت بریتانیا از تحریک‌کنندگان برای جمع‌آوری شواهد علیه آشوب‌طلبان استفاده کرد.
سر جان رتکلیف (انگلیسی) یکی از تحریک‌کنندگان در خدمت پلیس مخفی پروس بود.
فرانچسکو کسیگا، رئیس پیشین وزارت کشور ایتالیا و رئیس‌جمهور اسبق این کشور، در سال ۲۰۰۸ به وزیر وقت پلیس توصیه کرد چگونه با اعتراضات معلمان و دانشجویان مقابله کند: 
«او باید همان کاری را بکند که من زمانی که وزیر کشور بودم انجام دادم. [...] با تحریک‌کنندگان به جنبش نفوذ کند که آمادگی انجام هر کاری را داشته باشند [...] و پس از آن، با حمایت افکار عمومی، [...] معترضان و معلمان تحریک‌کننده را تا حد خونریزی مورد ضرب و شتم قرار دهد. به‌ویژه معلمان جوان را.»
نمونهٔ دیگری در فرانسه در سال ۲۰۱۰ رخ داد؛ در این رویداد پلیس با لباس اعضای کنفدراسیون عمومی کار، یک اتحادیهٔ چپ‌گرا، در تظاهرات حضور یافت و با معترضان تعامل کرد.

### روسیه
فعالیت تحریک‌کنندگان علیه انقلابیون در امپراتوری روسیه شهرتی بدنام داشت. یاکوف ژیتومیرسکی (انگلیسی)، یونو آزف (انگلیسی)، رومن مالینوفسکی (انگلیسی) و دیمیتری بوگروف (انگلیسی)، که همگی از اعضای اوخرانا (پلیس مخفی تزار) بودند، از جمله تحریک‌کنندگان شاخص این دوره به‌شمار می‌روند.
در «عملیات تراست» (۱۹۲۱–۱۹۲۶)، مدیریت سیاسی دولتی (OGPU) اتحاد جماهیر شوروی، یک سازمان مخفی ضد بلشویکی جعلی با نام «اتحادیهٔ سلطنت‌طلبان روسیه مرکزی» راه‌اندازی کرد.
بزرگ‌ترین موفقیت این عملیات، کشاندن بوریس ساوینکوف (انگلیسی) و سیدنی رایلی به خاک شوروی و سپس دستگیری و اعدام آن‌ها بود.

### ایالات متحده

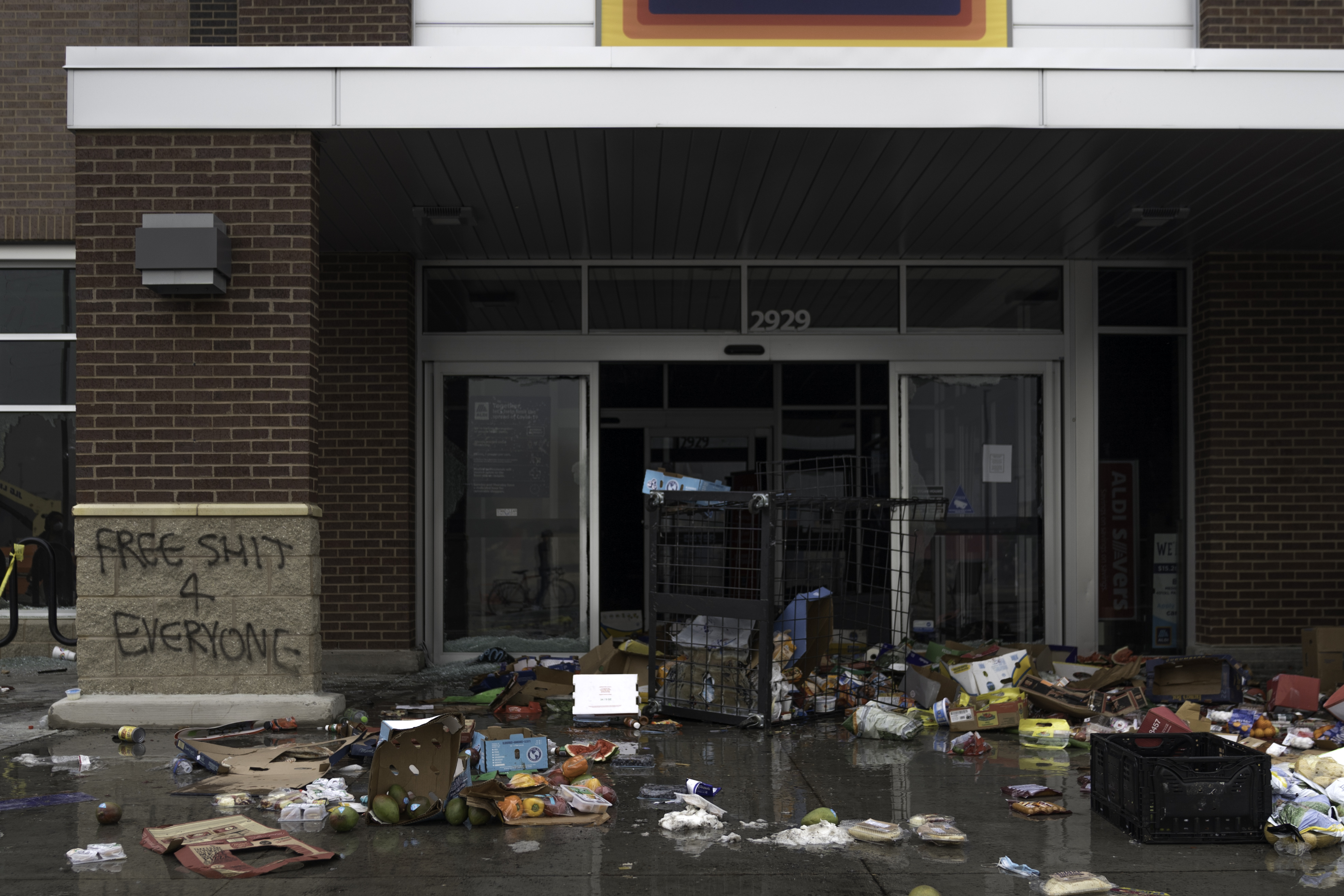
صحنه‌ای از غارت و تخریب یک فروشگاه آلدی در مینیاپولیس، در جریان اعتراضات پس از کشته شدن جورج فلوید؛ در مواردی، نقش عوامل تحریک‌کننده در تشدید این‌گونه خشونت‌ها مطرح شده‌است.

در ایالات متحده، برنامهٔ کوینتلپرو متعلق به اف‌بی‌آی شامل اعزام مأمورانی بود که خود را به‌عنوان فعالان سیاسی جا می‌زدند تا فعالیت گروه‌های سیاسی مختلف در آمریکا مانند کمیته هماهنگی دانشجویان علیه خشونت، جنبش سرخ‌پوستان آمریکا و کو کلاکس کلان را مختل کنند.
اتحادیه آزادی‌های مدنی آمریکا خواستار تحقیق دربارهٔ عملکرد پلیس دنور در جریان کنوانسیون ملی دموکرات‌ها ۲۰۰۸ (انگلیسی) شد؛ جایی که مأموران مخفی پلیس ادعا شده بود با به راه انداختن درگیری ساختگی با نیروهای یونیفرم‌پوش، زمینهٔ استفاده از اسپری فلفل علیه معترضان را فراهم کردند.
در سال ۲۰۱۳، یک مأمور مخفی پلیس نیویورک که در یک مراسم خیابانی موتورسواران (انگلیسی) حضور داشت، به دلیل مشارکت در حمله گروهی به راننده یک شاسی بلند که همراه خانواده‌اش بود و با یکی از موتورسواران تصادف کرده بود، به اتهام ضرب‌وجرح درجه دو، اجبار، شورش و خرابکاری مجرم شناخته شد و در سال ۲۰۱۵ به دو سال زندان محکوم گردید.

### خاورمیانه
در منطقهٔ خاورمیانه نیز در دوره‌های مختلف تاریخی از روش‌های مشابه با پرووکاتور استفاده شده است. دولت‌ها یا نهادهای امنیتی گاه برای کنترل یا سرکوب مخالفان سیاسی، دست به ایجاد نفوذ و تحریک افراد یا گروه‌ها زده‌اند. این اقدامات معمولاً با هدف توجیه سرکوب، ایجاد تفرقه در صفوف مخالفان یا مشروع جلوه دادن سیاست‌های حکومتی صورت می‌گرفته است.

### ایران

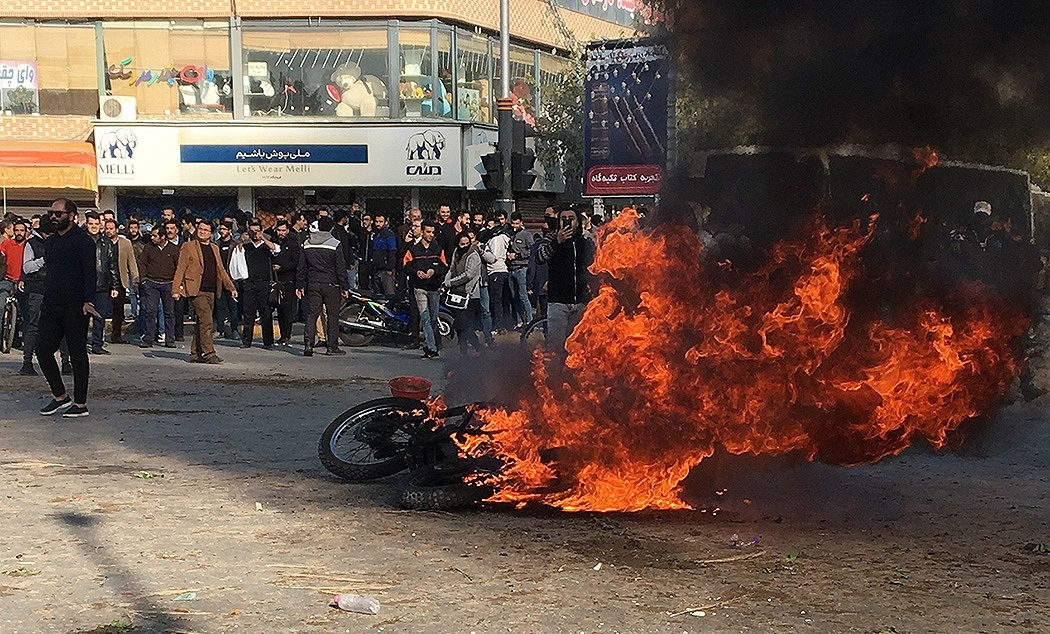
صحنه‌ای از آتش زدن اموال عمومی در جریان اعتراضات آبان ۱۳۹۸ ایران؛ آیا این اقدامات توسط مردم معترض انجام شده یا عوامل نفوذی؟

در تاریخ معاصر ایران نیز گزارش‌هایی از استفاده از پرووکاتور یا مأموران تحریک‌کننده وجود دارد. در دوره‌های مختلف، به ویژه در زمان اعتراضات اجتماعی و سیاسی، نهادهای امنیتی گاه متهم شده‌اند که با نفوذ در تجمعات، زمینه خشونت را فراهم کرده یا به تحریک برخی اقدامات پرداخته‌اند تا واکنش شدیدتری از سوی حکومت توجیه شود.
برای نمونه در جریان اعتراضات پس از انتخابات ریاست جمهوری سال ۱۳۸۸ (جنبش سبز ایران)، برخی معترضان و ناظران خارجی ادعا کردند که افرادی از نیروهای امنیتی در میان جمعیت به اقدامات خشونت‌آمیز دست زده‌اند. همچنین در اعتراضات آبان ۱۳۹۸، برخی گزارش‌ها حاکی از آن بود که افراد مشکوکی با اقدامات تخریبی، از جمله آتش زدن بانک‌ها و مراکز عمومی، زمینه سرکوب شدیدتر را فراهم کرده‌اند.
هرچند نهادهای رسمی این اتهامات را رد کرده‌اند و تأکید دارند که اقداماتشان در راستای حفظ امنیت و نظم عمومی بوده است، این موضوع همچنان در میان فعالان سیاسی و حقوق بشری مورد بحث و بررسی قرار می‌گیرد.
در جریان اعتراضات آبان ۱۳۹۸ ایران، گزارش‌هایی منتشر شد مبنی بر این‌که در موارد متعددی اموال عمومی توسط افرادی به آتش کشیده شد. به گفته برخی منابع، این اقدامات می‌تواند به نقش پرووکاتور در ایجاد خشونت و تخریب برای بدنام‌سازی جنبش‌های اعتراضی اشاره داشته باشد.

## اینترنت
اینترنت به‌عنوان ابزاری برای جنگ اطلاعاتی به کار گرفته شده است؛ به‌طوری که بسیاری از ترول‌های اینترنتی در نقش عامل تحریک‌کننده ظاهر شده و به انتشار تبلیغات خاص می‌پردازند. این تاکتیک‌ها در راستای منافع کشورها، شرکت‌ها، و جنبش‌های سیاسی استفاده می‌شود.